# قائمة الطائرات المفقودة خلال الحرب الأهلية اليمنية
هذه المقالة عن الطائرات التي فُقدت في اليمن منذ بداية الحرب الأهلية اليمنية (2015–الوقت الحاضر).
لا تشمل القائمة أدناه الطائرات بدون طيار أو اعتراض الصواريخ الباليستية.

## 2015
- 15 نيسان/أبريل 2015 – تدمرت طائرة مقاتلة تابعة للقوات الجوية اليمنية خلال غارة جوية على العاصمة اليمنية صنعاء.[1]
- 7 كانون الثاني/يناير 2015 – ادعى المتمردين الشيعة في اليمن إسقاط طائرة مٌقاتلة مغربية من طراز جنرال دايناميكس إف-16 فايتينغ فالكون كانت تُشارِك في التحالف الذي تقوده السعودية.[2]
- 30 كانون الأول/ديسمبر 2015 – تحطّمت طائرة مقاتلة بحرينية خلال «دفاعها عن المملكة العربية السعودية» في الحدود الجنوبية كجزء من التحالف الذي تقوده السعودية.[3]

## 2016
- تشرين الأول/أكتوبر 2016 – استولت دولة الإمارات على سبعة طائرات بدون طيار تابعة للحوثيون. ستة من الطائرات بدون طيار تم الاستيلاء عليها في ديسمبر 2016 بينما تم الاستسلاء على السابعة عندما وُجدت بعد هجوم شنه الحوثيون بالقرب من عدن في اليمن بحلول شهر تشرين الأول/أكتوبر.[4]
- 14 آذار/مارس 2016 – ذكر مسؤولون أن الطائرة كانت تحلق على ارتفاع منخفض عندما تحطمت في منطقة جبلية بعد أن نفذت غارات في شمال غرب عدن حيث يتواجد الإسلاميين المسلحين.[5]

## 2017
- 25 آب/أغسطس 2017 – تحطّمت مروحية أمريكية من طراز سيكورسكي يو إتش-60 بلاك هوك قُبالة سواحل اليمن وذلك خلال قيامها بعمليات خاصة.[6]
- 11 أيلول/سبتمبر 2017 – تحطمت طائرة حربية إماراتية كانت تُشارك في التحالف بقيادة في الحرب في اليمن. قُتل في حادث تحطم طائرة الربان فيما ادعت الإمارات أن السقوط ناجم عن «خلل فني».[7]
- 14 سبتمبر 2017 – تحطت طائرة تابعة للقوات الجوية الملكية السعودية أثناء عملياتها على اليمن. قُتل خلال الحادث الطيار ولم يُعلن عن ذلك إلا في 14 أيلول/سبتمبر. ذكرت عدد من وسائل الإعلام أن الطائرة المفقودة -أو المحطمة- من طراز تيفون.[8]
- 30 سبتمبر 2017 – نُشرت عدة صور على الإنترنت أظهرت احتراق بقايا طائرة في-22 أوسبري عقب تدميرها من قبل القوات الأمريكية وذلك بعد هبوط قوي خلال تنفيذها لغارة ضد تنظيم القاعدة في شبه الجزيرة العربية.[9]
- 2 تشرين الأول/أكتوبر 2017 – أُسقطت طائرة أمريكية من طِراز إم كيو-9 ريبر في غرب اليمن وقد أكد البنتاغون هذا الأمر في وقت لاحق.[10]
- 17 تشرين الأول/أكتوبر 2017 – قُتل طيارين إماراتيين خلال تحطم طائرتهم العسكرية بسبب «عطل فني» خلال عملية في اليمن.[11]

## 2018
- 7 كانون الثاني/يناير 2018 – تحطمت طائرة من نوع بانافيا تورنادو في محافظة صعدة. حسب قناة المسيرة -التابعة للحوثي- فإن عناصر من جماعة أنصار الله قد أطلقوا عليها النيران في السماء وتمكنوا من تدميرها.[12]